# Освалд Пол
 Освалд Пол  (Дуизбург-Рурорт, 30. јун 1892 — Ландсберг ам Лех, 8. јун 1952) је био нацистички официр и члан СС-а укључен у масовна убиства Јевреја у концентрационим логорима, Јеврејско питање.

## Рани период
Освалд Пол је рођен 30. јуна 1892. године у Дуизбург-Рурорту као син ковача Хермана Отоа Емила Пола и мајке Аугусте Пол. Био је пето од укупно осморо деце. Након школске дипломе 1912. године постао је редован војник у Немачкој морнарици. Обуку је вршио у Килу и Вилхелмсхафену као и на Карибима и југоисточној Азији. Током Првог светског рата служио је у региону Балтичког мора и дуж обале Фландрије. Освалд је у исто време похађао и морнаричку школу и постао је благајник 1. априла 1918. године. За време Првог светског рата, Освалд Пол је већину времена провео у Килу. 30. октобра 1918. године се оженио.
По завршетку рата, Пол је похађао курсеве у трговачкој школи а такође је започео студије права на Кристијан-Албрехтс универзитету у Килу. Убрзо је напустио студије и постао благајник за фрајкор „бригаду Левенфелд“. Радио је у Берлину, Горњој Шлеској и Рурској области. Године 1920, попут многих који су били умешани у Литвиц-Кап пучу, био је примљен у нову морнарицу Вајмарске републике, такозвану Рајхсмарине. Пол је био прекомандован у Швинеминде 1924. године.

## СС каријера
Годину дана касније, 1925, Пол је постао члан Јуришних одреда (СА), да би 22. фебруара 1926. године приступио Нацистичкој партији - НСДАП, са чланским бројем 30842. Упознао је Хајнрих Химлера 1933. године и постао његов штићеник; био је постављен за начелника управног одељења у штабу Рајхсфирер-СС и добио чин СС-штандартенфирер (еквивалент пуковника) 1. фебруара 1934. године и одмах почео да утиче на управу концентрационих логора.
Своју каријеру наставио је унапређењем у „вервалтунгсшефа“ (начелник управе) и „рајхскасенфервелтера“ (управник Трезора Рајха) за СС, на дан 1. јуна 1935. године. Убрзо је успоставио Инспекцију концентрационих логора и њен задатак је био да организује и надзире управу концентрационих логора. Такође је основао и „Друштво за очување и негу културних споменика Немачке“, које је превасходно било ангажовано на рестаурацији Вевелсбурга, старог замка који је требало да буде претворен у културно седиште СС на лични захтев Химлера.
Освалд Пол је 1935. године напустио Католичку цркву. Јуна 1939. године постао је начелник Главног бироа за управу и привреду, део СС, а постао је и начелник Главног бироа за буџет и изградњу, дела Министарства унутрашњих послова Рајха. 1. фебруара 1942. године обе установе су спојене у SS-Wirtschafts-Verwaltungshauptamt (SS-WVHA) - Главни биро за привредну управу СС, на челу са Полом. Између осталог, Главни биро за привредну управу СС био је надлежан за организовање концентрационих логора, одлучивање о распоређивању заробљеника у разне логоре као и изнајмљивање заробљеника за принудни рад, све до 1944. године.
Пол је унапређен у СС-обергрупенфирера (еквивалент генерала) и генерала Вафен СС-а 20. априла 1942. године. На дан 12. децембра 1942. године, после развода од своје супруге, оженио се Елеонором фон Брининг, удовицом Ернста Брининга, који је иначе био син једног од оснивача предузећа „Хехстер Фарбверке“ које је током 1925. године постало део предузећа „ИГ Фарбен“.
Пол престаје да буде надлежан за концентрационе логоре 1944. године, после преузимања овог посла од стране Rüstungsministerium - Министарства за наоружање. У исто време Главни биро за привредну управу СС је такође изузет од одговорности за изградњу. Пол је остао надлежан за управу Вафен-СС-а све до краја рата.

## После рата
По завршетку Другог светског рата 1945. године Пол се најпре крио у Горњој Баварској а затим у близини Бремена. Британски војници су га ухапсили 27. маја 1946. године, да би га 3. новембра 1947. године амерички војни суд осудио на смрт после суђења пред војним трибуналом за злочине против човечности, ратне злочине и чланство у криминалној организацији, као и за масовна убиства и злочине почињене у концентрационим логорима, којима је управљао Главни биро за привредну управу СС, а на чијем је челу био он сам. Пол није одмах погубљен.
Године 1950. Полова књига Credo. Mein Weg zu Gott - „Кредо. Мој пут ка Богу“ је објављена уз дозволу Католичке цркве, чији је члан Пол поново постао. Све до своје смрти у Ландсбергу на Леху, 7. јуна 1951. године где је обешен после дугог низа поновних суђења, Пол је инсистирао на томе да је невин, говорећи да је био само обичан функционер.